# Stanisław Wyspiański
Stanisław Mateusz Ignacy Wyspiański (15. ledna 1869 Krakov – 28. listopadu 1907 Krakov) byl polský malíř, grafik, dramatik, básník, jevištní výtvarník a architekt, organizátor a pedagog. Byl též příslušník hnutí Mladé Polsko. Jako malíř byl hlavně portrétista i krajinář, představitel polského symbolismu a expresionismu.

## Biografie
Byl synem sochaře Franciszka Wyspiańského a Marie roz. Rogowské. Matka zemřela, když bylo Stanisławovi 7 let. Chlapec pak vyrůstal u bezdětných manželů Stankiewiczových. Ti patřili k předním měšťanům a byli silně kulturně založení. K jejich pravidelným hostům patřil i Jan Matejko, slavný polský malíř historických témat a pozdější učitel samotného Wyspiańského.
Wyspiański studoval na gymnáziu sv. Anny v Krakově a v době studií uzavřel přátelství s později významnými umělci, např. malířem Mehofferem (1869–1946), básníky a dramatiky Jerzym Žulawským (1874–1915), Lucjanem Rydelem (1870–1918) a pozdějším historikem práva a rektorem Jagellonské univerzity Stanisławem Estreicherem (1869–1939). V roce 1890 podnikl cestu Evropou, aby studoval umění. Procestoval Itálii, Švýcarsko, Francii, Německo, Česko (Praha). Pak se vrátil do Paříže a v letech 1891–1894 zde žil. Studoval privátně na Colarossiho akademii a žil v nuzných poměrech. Výrazně ho ovlivnila tvorba Pierra Puvise de Chavannes (1824–1898) a návazně nato celé hnutí secese, ale také setkání a přátelství s umělci okruhu Paula Gauguina. Prostřednictvím spisovatele Stanisława Przybyszewského (1868–1927) se seznámil s norským malířem Edvardem Munchem a jeho technikou. 
V roce 1906 se stal profesorem na Akademii výtvarných umění v Krakově a členem městské rady. V roce 1907 zemřel na syfilis, na který v té době neexistoval lék. Je pochován v kryptě kostela sv. Archanděla Michaela a sv. Stanislava na Skałce v Krakově.

## Dílo
Stanisław Wyspiański je znám svým širokým malířským i kreslířským záběrem, navrhoval i ornamenty, jevištní dekorace, okenní malbu. Zde nelze opominout okna ve františkánském kostele v Krakově.
Kromě toho napsal i řadu dramat, v kterých zpracoval náměty z mytologie a pověstí, ale také z polské historie. Nejznámější je jeho dílo Wesele (1901, Veselka). Základním námětem hry je skutečná událost – svatba jeho přítele Lucjana Rydela s dcerou sedláka z jedné vsi u Krakova. Její premiéra byla společenským skandálem, ale současně i klíčem k jeho slávě dramatika. V roce 1973 hru pod názvem Veselka (Wesele) zfilmoval polský režisér Andrzej Wajda.
Díla Wyspiańského jsou dnes k vidění v četných polských muzeích. V jeho rodném Krakově je i Wyspiańského muzeum. V letech 2017–2019 uspořádalo Národní muzeum v Krakově umělci velkou výstavu všech dostupných děl.

### Dramata
- Legenda (1897)
- Meleager (1899, Meleagros)

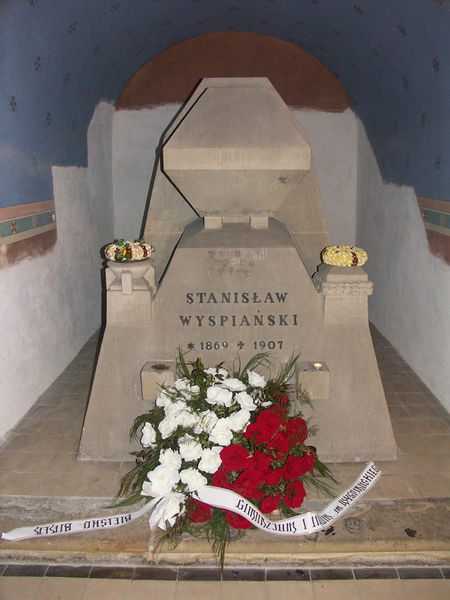
Wyspiańského sarkofág v Krakově.

- Protesilas i Laodamia (1899, Protesilaos a Laodamia; česky 1920, přel. Bedřich Beneš)
- Warszawianka (1898, Varšavanka, česky 1914, 1918, přel. Jaroslav Borecký; 1983, 1988, přel. Erich Sojka)
- Lelewel (1899)
- Klątwa (1899, Kletba)
- Sędziowie (1900)
- Wesele (1901, Veselka, česky 1919, přel. Adolf Černý; 1983, 1988, přel. Erich Sojka)
- Weimar 1829 (1904, Výmar 1829)
- Wyzwolenie (1903, Osvobození)
- Legion (1900)
- Bolesław Śmiały (1903, Boleslav Smělý)
- Achilleis. Sceny dramatyczne (1903, Achilles)
- Noc Listopadowa (1904, Listopadová noc)
- Skałka (1907)
- Zygmunt August (1907, úplné vyd. 1930)
- Akropolis (1904)
- Powrót Odysa (1907, Odysseův návrat)

### Básně
- Česky básně Až budu opouštět ten svět a Miluji Krakov v antologii Poezie přelomu století (1984)

## Galerie

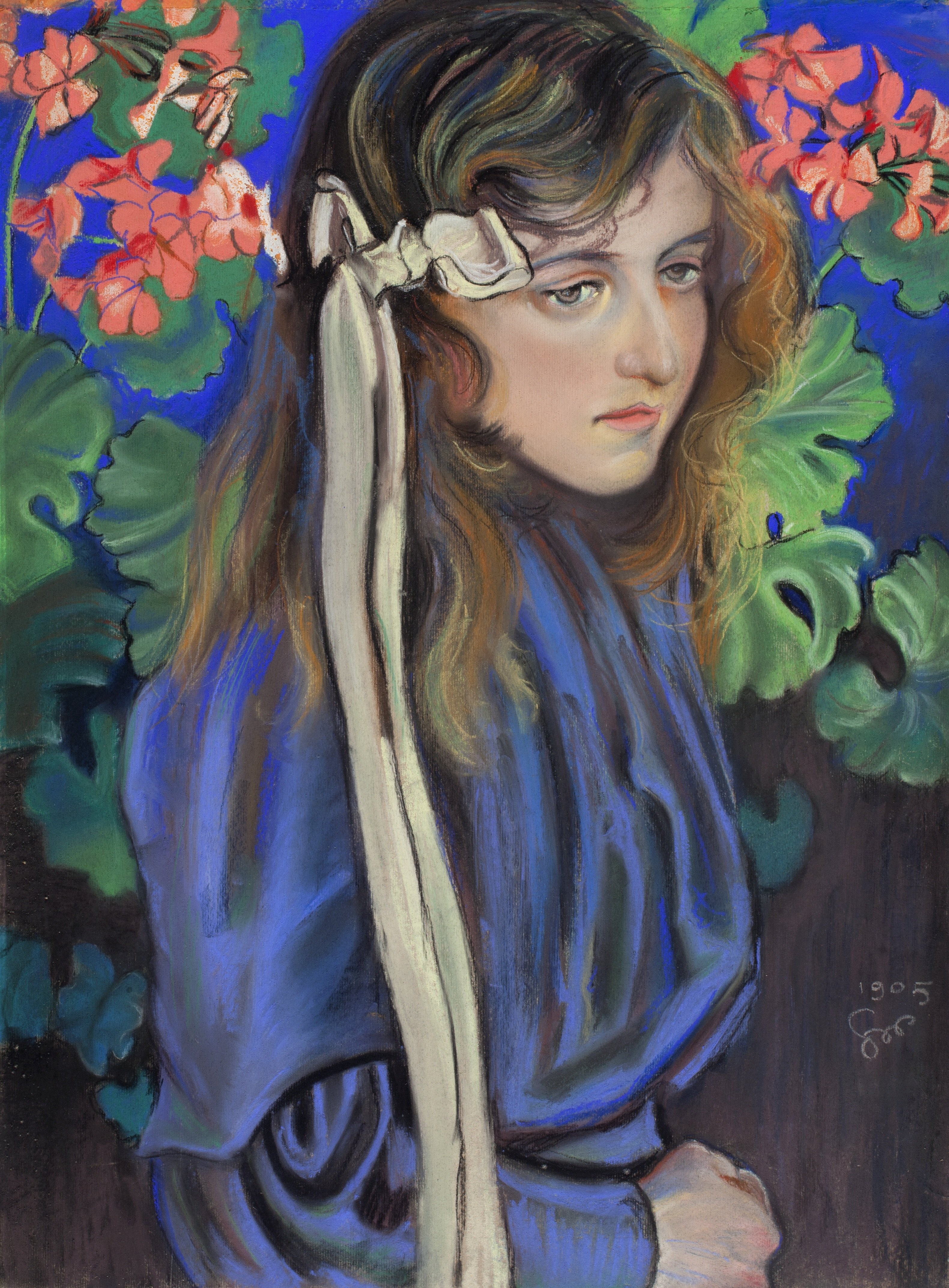
Portrét Elizy Pareńskiej (1904)
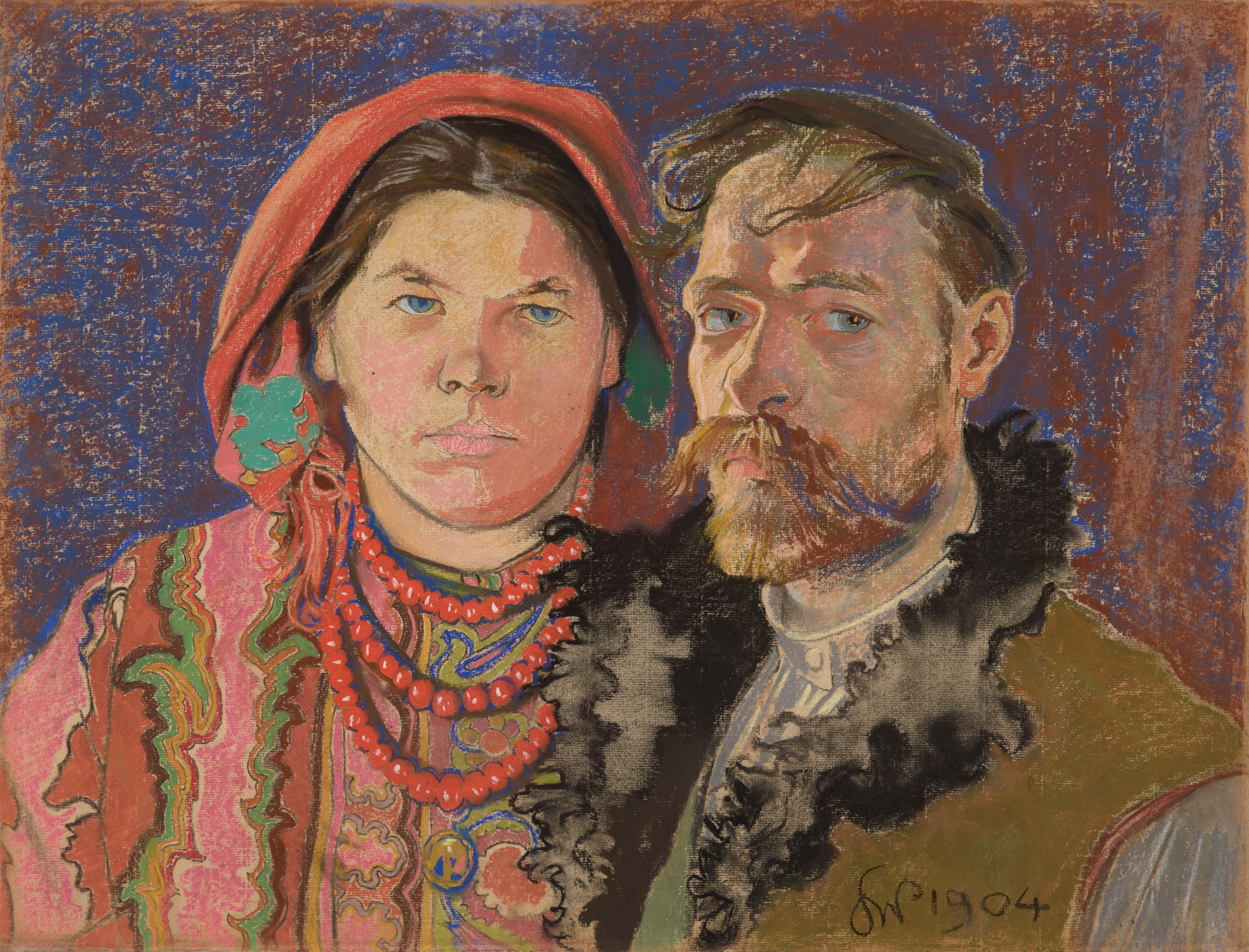
Portrét umělce s ženou (1904)
Mateřství (1905)
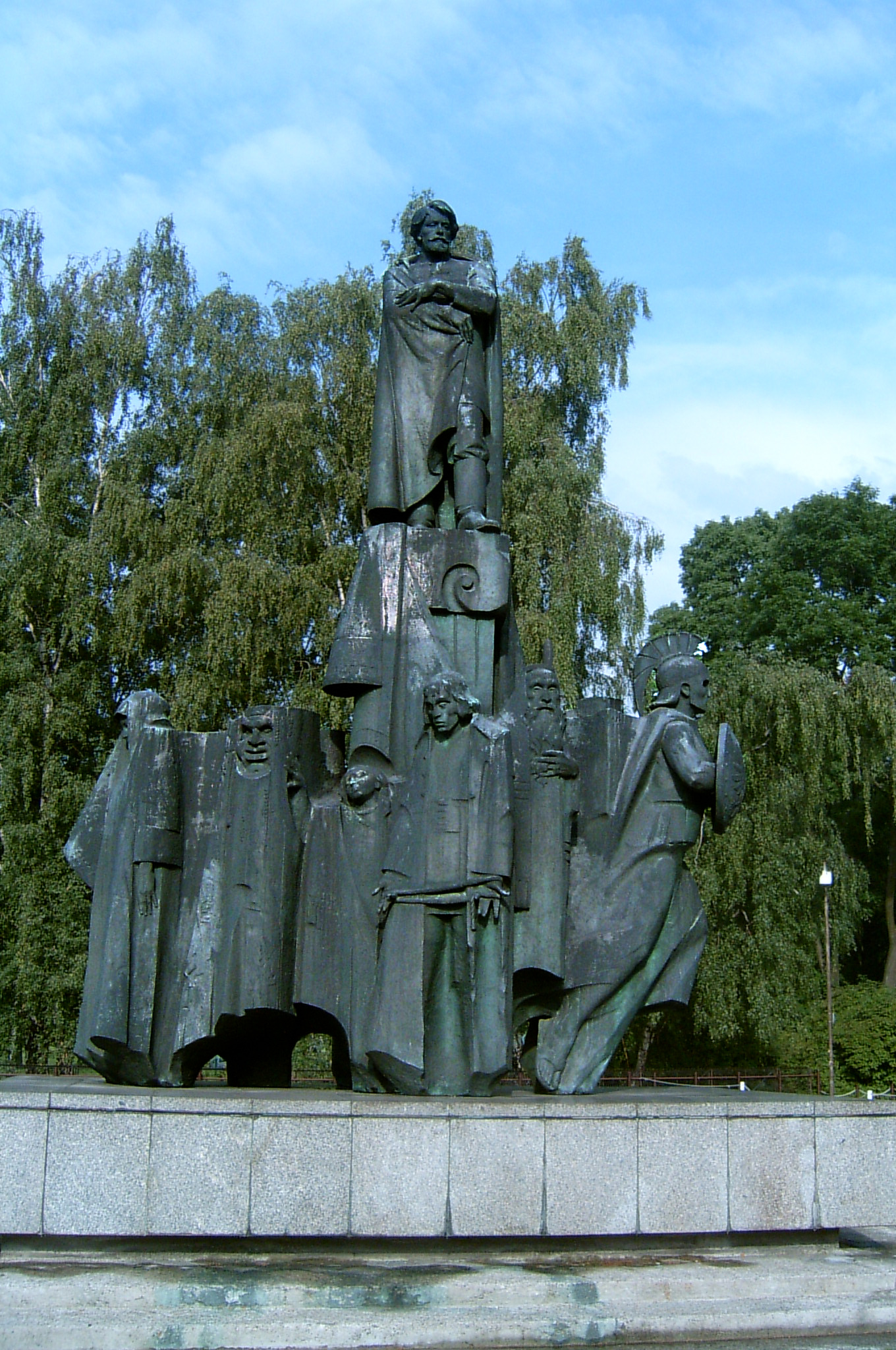
Pomník umělce v Krakově